# Conus hybridus
Conus hybridus é uma espécie de gastrópode do gênero Conus, pertencente à família Conidae.

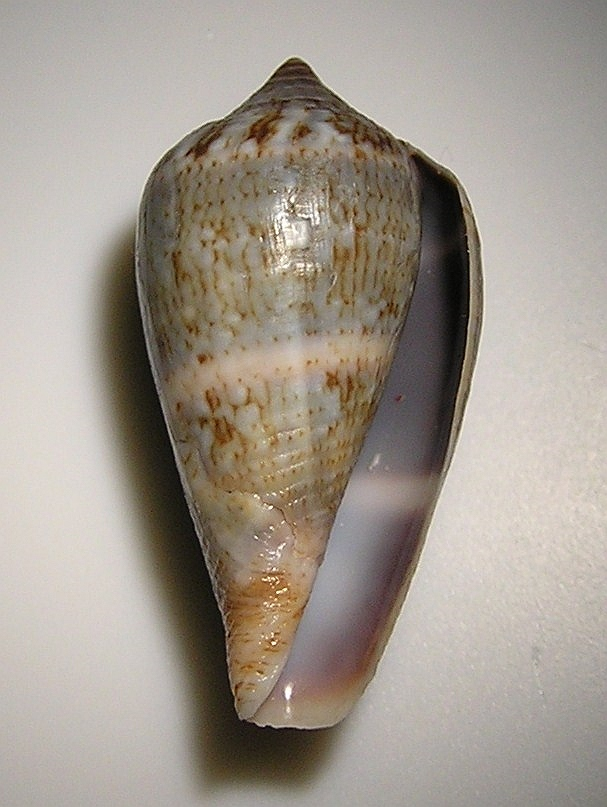